# Józef Szymanowski (poeta)
Józef Maciej Ignacy Szymanowski herbu Ślepowron albo Jezierza, krypt.: J. S., (ur. 19 lutego 1748 w Kaskach, województwo rawskie, zm. 15 lutego 1801 w Warszawie) – poeta i krytyk literacki polskiego oświecenia, tłumacz, prawnik, szambelan Stanisława Augusta Poniatowskiego w 1773 roku, poseł na sejm roku 1778.

## Życiorys
Syn starosty wyszogrodzkiego (później kasztelana rawskiego) Macieja Szymanowskiego, i Anny z Łuszczewskich.
Kształcił się w Collegium Nobilium pijarów w Warszawie. Po jego ukończeniu dość regularnie przebywał na dworze Czartoryskich (początkowo u Augusta Aleksandra Czartoryskiego). Jego mecenasem i przyjacielem był Adam Kazimierz Czartoryski. Uczęszczał na obiady czwartkowe i uczestniczył w zebraniach literackich w Pałacu Błękitnym. Odwiedzał Czartoryskich także w Puławach. Na przestrzeni 6 lat (1768-1774) odbył, w towarzystwie A. K. Czartoryskiego, kilka podróży zagranicznych, odwiedzając m.in.: Rosję, Niemcy, Francję i Anglię.
W 1773 roku został szambelanem królewskim, a w 1778 posłem na sejm. W latach 1781–1784, jako komisarz ze stanu rycerskiego, należał do Komisji Skarbowej i Emfiteutycznej Koronnej. Szef Wydziału Sprawiedliwości Rady Najwyższej Narodowej w insurekcji kościuszkowskiej w 1794. Członek (od listopada 1800) Towarzystwa Przyjaciół Nauk.
Został pochowany na cmentarzu Świętokrzyskim w Warszawie.

## Twórczość
Autor Listów o guście, najobszerniejszego polskiego programu poezji rokokowej. Był także autorem kilkudziesięciu wierszy, głównie niepublikowanych i krążących w rękopisach oraz 2 przekładów (z Monteskiusza i Voltaire’a). Według niepotwierdzonej informacji pochodzącej od Dmochowskiego miał również napisać 2 pieśni nieukończonego poematu sentymentalnego. Od roku 1770 ogłaszał swe wiersze w „Zabawach Przyjemnych i Pożytecznych” (ostatnie ogł. w roku 1776). W latach 1771-1772 należał do wybranego spośród uczestników obiadów czwartkowych „towarzystwa przyjaciół kilku” wydających Historię polityczną państw starożytnych (obok m.in.: A. Naruszewicza, W. Piwnickiego, W. Skrzetuskiego, M. Stadnickiego i K. Wyrwicza).

### Ważniejsze utwory i dzieła
1. Wiersze różne, wyd. zobacz Wydania zbiorowe poz. 1-3; pierwodruk wierszy: Ismena i Koryl. Pasterka (na wzór p. Fontenelle), Sielanka, Kaimek, „Zabawy Przyjemne i Pożyteczne” 1770 t. 1, cz. 2 i wyd. następne; 1775 t. 11, cz. 2; 1776 t. 14, cz. 2; kilka piosenek włączył F. D. Kniaźnin do swej sielanki scenicznej Troiste wesele, powst. w latach 1783-1785, wyd. w: Poezje t. 3, Warszawa 1788; kilka utworów przedr. w antologiach: Piosnki i arie z różnych operów i komedii, Warszawa 1799; W. Borowy: Od Kochanowskiego do Staffa, Lwów 1930, wyd. 3 Warszawa 1958; J. Kott: Poezja polskiego Oświecenia, Warszawa 1954, wyd. 2 Warszawa 1956; zbiór publikowanych wierszy Szymanowskiego poszerzony o 2 utwory niewydane drukiem, zachowano w bezimiennym rękopisie Lw. Państw. Nauk. Biblioteki (Zbiory Baworowskich, sygn. 435/I), pt. Pieśni i wiersze różne
2. O zwierzchności krajowej w Atenach w zbiorze: Historia polityczna państw starożytnych od pewnego towarzystwa napisana t. 1, Warszawa 1771-1772, s. 316-380, (rozprawa podpisana krypt.: J. S.)
3. Listy o guście, czyli o smaku (dwa) w: Listy krytyczne (dodatek do) A. K. Czartoryski: Kawa. Komedia w 1 akcie, Warszawa 1779; przedr.: zobacz Wydania zbiorowe poz. 1-2; I. Szydłowski w: Przykłady stylu polskiego t. 1, Wilno 1827; Wydania zbiorowe poz. 3, Z. Florczak, L. Pszczołowka w: Ludzie Oświecenia o języku i stylu t. 1, Warszawa 1958
4. Myśli o podziale księgi II-ej, czytane na sesji czwartej (deputacji do ułożenia kodeksu praw cywilnych i kryminalnych) w dniu 12 października 1791, z odpisów Biblioteki PAN Kraków, sygn. 180, k. 4-8; 185, k. 4-7; ogł. S. Borowski: Kodeks Stanisława Augusta. Zbiór dokumentów, Warszawa 1938, s. 185-188
5. Uwagi do projektu trybunałów w trzech prowincjach, czytane na sesji czternastej (deputacji do ułożenia kodeksu praw cywilnych i kryminalnych) dnia 3 stycznia 1792, z autografu Ossolieum, sygn. 1779/III, s. 193-195, ogł. S. Borowski: Kodeks Stanisława Augusta. Zbiór dokumentów, Warszawa 1938, s. 295-296
6. Myśli do prospektu prawa kryminalnego odczytane na sesji dwudziestej piątej dnia 14 marca 1792, z odpisu Ossolineum, sygn. 1779/III, s. 101-114, ogł.: W. Ostrożyński, „Rozprawy i Sprawozdania AU Wydział Historyczno-Filozoficzny” t. 25 (1891), s. 170-181; S. Borowski: Kodeks Stanisława Augusta. Zbiór dokumentów, Warszawa 1938, s. 189-198; autograf w Bibliotece Czartoryskich, sygn. 1181, s. 81-90; odpis w Bibliotece PAN Kraków, sygn. 185, k. 94-103; (prospekt pisany pod wpływem: G. Filangieriego i C. Beccarii)
7. Myśli do prospektu procesu kryminalnego (cz. 2, poz. 6), wyd. zobacz Wydania zbiorowe poz. 1 (pt. O procesie kryminalnym); wyd. następne (z odpisu Ossolineum, sygn. 1779/III, s. 117-124) ogł.: W. Ostrożyński jak wyżej s. 206-213; S. Borowski jak wyżej poz. 4, s. 204-211; autograf: Biblioteka Czartoryskich, sygn. 1181, s. 91-96
8. Wyprawa na wojaż. Dzieło pogrobowe, Warszawa 1801[8], wyd. następne: zobacz Wydania zbiorowe poz. 1, 3 (prozą).

Utwory podpisane jego nazwiskiem zachowano także m.in. w rękopisach: Biblioteka PAN Kraków, sygn. 615, 2059, 2162, 2202; Ossolineum (Zbiory Pawlikowskich, sygn. 257).

### Przekłady
1. J.B. de La Curne (de Ste Palaye): Pamiętniki o dawnym rycerstwie zważanym jako ustanowienie polityczne i żołnierskie. Po francusku przez... napisane, a teraz na polski wyłożone język, Warszawa 1772; także pt.: Wiadomości historyczne o dawnym rycerstwie..., Warszawa 1772, (tłumacz niepodpisany, inform. T. Czacki)
2. Voltaire: Zadyg albo przeznaczenie. Historia wschodnia z francuskiego na polski wyłożona język roku 1773, (Królewiec) 1773; wyd. następne: zobacz Wydania zbiorowe poz. 1, 3; wyd. (o tekście przekładu nieznacznie zmienionym) pt. Historia wschodnia o Zadigu, Grodno 1776; Wrocław 1786; Wrocław 1790; Warszawa 1811; wszystkie wyd. z XVIII w. nie ujawniają nazwiska tłumacza; pod wyd. z roku 1811 figuruje natomiast nazwisko T. K. Węgierskiego(!); wyd. 1 Estreicher (XXXIII, 1939, 311) pomyłkowo datował na rok 1775
3. Ch. Montesquieu: Świątynia Wenery w Knidos, Warszawa 1778 (2 wyd. tytułowe), wyd. następne: zobacz Wydania zbiorowe poz. 1; Warszawa 1805; Parma 1807 (wyd. luksusowe ogł. staraniem J.F. Tarnowskiego); zobacz Wydania zbiorowe poz. 2-3; fragm. pieśni 1 przedr. I. Krasicki w: O rymotwórstwie i rymotwórcach, „Co tydzień” 1798-1799 i wyd. następne; przekł. wierszem (według przeróbki wierszem Ch. P. Colardeau?); z przedmową: Tłumacz do czytelnika.

### Wydania zbiorowe
1. Wierszem i prozą pisma różne, Warszawa 1803, wyd. w: Pisma rozmaite współczesnych wierszem i prozą t. 1[9], edycja T. Mostowskiego, Warszawa 1803 „Wybór Pisarzów Polskich”; zawartość: S. K. Potocki: Opis życia i prac uczonych J. Szymanowskiego; Przekłady poz. 2-3; Ważniejsze utwory i dzieła poz. 1, 3, 7-8
2. Poezje..., Wilno 1822; zawartość: S. K. Potocki: Opis życia i prac uczonych J. Szymanowskiego; Przekłady poz. 3; Ważniejsze utwory i dzieła poz. 1, 3
3. Pisma..., wyd. nowe J. N. Bobrowicza, Lipsk 1836 „Biblioteka Kieszonkowa Klasyków Polskich” nr 26; zawartość: (K. Tańska-Hoffmanowa): Wiadomość o życiu J. Szymanowskiego; Przekłady poz. 2-3; Ważniejsze utwory i dzieła poz. 1, 3, 8.

### Listy
1. Do Stanisława Augusta w zbiorze z lat 1774-1792, rękopis: Biblioteka Czartoryskich, sygn. 736
2. Do I. Czartoryskiej z lat 1786-1801, rękopis: Biblioteka Czartoryskich, sygn. III 1961
3. Fragm. listów z lat 1792-1801 przytacza K. Tańska-Hoffmanowa, „Rozrywki dla Dzieci” t. 5 (1826), nr 25; także wyd. 2 – 1828 r.
4. Do T. Kościuszki z 1 września 1794, rękopis: Biblioteka Narodowa (BOZ, sygn. 2036, t. 4).
5. Do Starościny Wyszogrodzkiej, Anieli ze Świdzińskich Szymanowskiej, wdowie po starszym bracie Józefa, Michale[10]

Ponadto listy Szymanowskiego zachowano w prywatnym zbiorze rodziny w Warszawie.

## Wybrane opracowania nt. twórczości Szymanowskiego
1. J.B. Dubois: (rec. Świątyni Wenery), „Journal Littéraire de Varsovie” marzec 1778
2. A. K. Czartoryski: (dedykacja do J. Szymanowskiego w) Kawa, Warszawa 1779; przedr. w: Komedie, (Warszawa) 1955 „Teatr Polskiego Oświecenia”
3. Akty powstania Kościuszki t. 1-3, wyd. Sz. Askenazy, W. Dzwonkowski, E. Kipa, R. Morcinek, Kraków 1918 – Wrocław 1955
4. „Gazeta Wolna Warszawska” 1794 nr 11-12, 14, 29-30 (dod.), 37, 46, 49 (o działalności Szymanowskiego w czasie insurekcji kościuszkowskiej)
5. „Gazeta Warszawska” 1800 nr 59 (dodatek; o obecności Szymanowskiego na popisie uczniów pijarskich)
6. T. Czacki: O litewskich i polskich prawach t. 2, Warszawa 1801, s. 244
7. F. K. Dmochowski: J. Szymanowski, „Nowy Pamiętnik Warszawski” t. 1 (1810); przedr. w: Pisma rozmaite t. 2, Warszawa 1826 (pt. Wiadomość o życiu i pismach J. Szymanowskiego)
8. (nekrolog), „Gazeta Warszawska” 1801 nr 14 (dodatek)
9. S. K. Potocki: Pochwała J. Szymanowskiego. Dnia 9 maja 1801, „Nowy Pamiętnik Warszawski” t. 2 (1801)
10. A. K. Czartoryski: Myśli o pismach polskich z uwagami nad sposobem pisania w rozmaitych materiach, Wilno 1801 (1810); wyd. następne Kraków 1860 „Biblioteka Polska” nr 10-11.